# Polesella
Polesella es una localidad y comune italiana de la provincia de Rovigo, región de Véneto, con 4.203 habitantes.

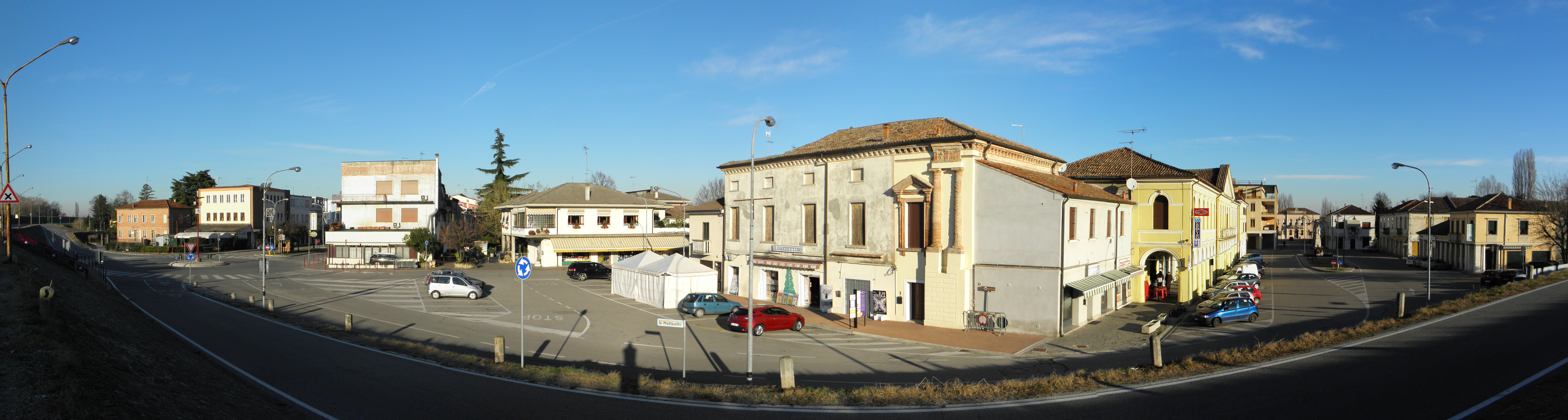

## Evolución demográfica
| Gráfica de evolución demográfica de Polesella entre 1861 y 2001 |
|                                                                 |
| Fuente ISTAT - elaboración gráfica de Wikipedia                 |